# Glyptanachis
Glyptanachis is een geslacht van weekdieren uit de klasse van de Gastropoda (slakken).

## Soort
- Glyptanachis hilli (Pilsbry & Lowe, 1932)